# Canon XF305
Le Canon XF305 est un caméscope HD de la marque Canon commercialisé en juin 2010.
Il est agréé pour le tournage des productions de la BBC